# Grand Prix automobile de Suisse 1937
Le Grand Prix automobile de Suisse 1937 est un Grand Prix comptant pour le championnat d'Europe des pilotes, qui s'est tenu sur le circuit de Bremgarten le 22 août 1937. Il est immédiatement précédé du Prix de Berne.

## Grand Prix de Suisse

### Grille de départ
| 1re ligne | Pos. 3                          |                                 | Pos. 2                            |                                            | Pos. 1                                |
|           | Stuck Auto Union 2 min 34 s 4   |                                 | Rosemeyer Auto Union 2 min 32 s 5 |                                            | Caracciola Mercedes-Benz 2 min 32 s 0 |
| 2e ligne  |                                 | Pos. 5                          |                                   | Pos. 4                                     |                                       |
|           |                                 | Lang Mercedes-Benz 2 min 37 s 3 |                                   | Von Brauchitsch Mercedes-Benz 2 min 36 s 3 |                                       |
| 3e ligne  | Pos. 8                          |                                 | Pos. 7                            |                                            | Pos. 6                                |
|           | Fagioli Auto Union 2 min 43 s 2 |                                 | Nuvolari Auto Union 2 min 43 s 0  |                                            | Farina Alfa Romeo 2 min 42 s 8        |
| 4e ligne  |                                 | Pos. 10                         |                                   | Pos. 9                                     |                                       |
|           |                                 | Sommer Alfa Romeo 2 min 44 s 4  |                                   | Kautz Mercedes-Benz 2 min 44 s 3           |                                       |
| 5e ligne  | Pos. 13                         |                                 | Pos. 12                           |                                            | Pos. 11                               |
|           | Hartmann Maserati 3 min 12 s 5  |                                 | Pietsch Maserati 3 min 8 s 4      |                                            | Rüesch Alfa Romeo 2 min 53 s 0        |
| 6e ligne  |                                 | Pos. 15                         |                                   | Pos. 14                                    |                                       |
|           |                                 | Christen Maserati —             |                                   | Minozzi Alfa Romeo 3 min 37 s 1            |                                       |
| 7e ligne  | Pos. 18                         |                                 | Pos. 17                           |                                            | Pos. 16                               |
|           |                                 |                                 | Mandirola Maserati 4 min 5 s 6    |                                            | Simonet Alfa Romeo —                  |

### Classement de la course
| Pos. | no | Pilote                         | Écurie           | Châssis            | Tours | Temps/Abandon         | Grille | Points |
| ---- | -- | ------------------------------ | ---------------- | ------------------ | ----- | --------------------- | ------ | ------ |
| 1    | 14 | Rudolf Caracciola              | Daimler-Benz AG  | Mercedes-Benz W125 | 50    | 2 h 17 min 39 s 3     | 1      | 1      |
| 2    | 18 | Hermann Lang                   | Daimler-Benz AG  | Mercedes-Benz W125 | 50    | + 49 s 4              | 5      | 2      |
| 3    | 12 | Manfred von Brauchitsch        | Daimler-Benz AG  | Mercedes-Benz W125 | 50    | + 1 min 6 s 4         | 4      | 3      |
| 4    | 10 | Hans Stuck                     | Auto Union AG    | Auto Union Type C  | 50    | + 1 min 11 s 5        | 3      | 4      |
| 5    | 6  | Tazio Nuvolari Bernd Rosemeyer | Auto Union AG    | Auto Union Type C  | 50    | + 1 min 21 s 2        | 7      | 4 n/a  |
| 6    | 16 | Christian Kautz                | Daimler-Benz AG  | Mercedes-Benz W125 | 49    | + 1 tour              | 9      | 4      |
| 7    | 4  | Luigi Fagioli Tazio Nuvolari   | Auto Union AG    | Auto Union Type C  | 49    | + 1 tour              | 8      | 4 n/a  |
| 8    | 22 | Raymond Sommer                 | Scuderia Ferrari | Alfa Romeo 12C-36  | 47    | + 3 tours             | 10     | 4      |
| 9    | 38 | László Hartmann                | Privé            | Maserati 6CM/4CM   | 42    | + 8 tours             | 13     | 4      |
| 10   | 2  | Paul Pietsch                   | Privé            | Maserati 6C-34     | 41    | + 9 tours             | 12     | 4      |
| Abd. | 32 | Henri Simonet                  | Privé            | Alfa Romeo P3      | 35    |                       | 16     | 5      |
| Abd. | 36 | Adolfo Mandirola               | Écurie Genevoise | Maserati 8CM       | 28    | Mécanique             | 17     | 5      |
| Abd. | 20 | Giovanni Minozzi               | Privé            | Alfa Romeo Monza   | 26    | Mécanique             | 14     | 5      |
| Abd. | 24 | Giuseppe Farina                | Scuderia Ferrari | Alfa Romeo 12C-36  | 22    | Essieu arrière        | 6      | 6      |
| Abd. | 40 | Hans Rüesch                    | Privé            | Alfa Romeo 8C-35   | 8     | Cylindre fendu        | 11     | 7      |
| Abd. | 30 | Max Christen                   | Privé            | Maserati Tipo 26   | 4     | Mécanique             | 15     | 7      |
| Abd. | 8  | Bernd Rosemeyer                | Auto Union AG    | Auto Union Type C  | 1     | Assistance extérieure | 2      | 7      |
| Np.  | 28 | Edoardo Teagno                 | Scuderia Sabauda | Maserati 8CM       |       | Non partant           | 18     | 8      |
| Np.  | 26 | Luigi Soffietti                | Scuderia Sabauda | Maserati 8CM       |       | Non partant           |        | 8      |
| Np.  | 38 | Martin Walther                 | Privé            | Bugatti Type 35B   |       | Non partant           |        | 8      |

- Légende : Abd.=Abandon - Np.=Non partant.

## Prix de Berne

### Première manche

#### Grille de départ
| 1re ligne | Pos. 3                |                   | Pos. 2               |                | Pos. 1                  |
|           | E. Villoresi Maserati |                   | Mays ERA             |                | Martin ERA              |
| 2e ligne  |                       | Pos. 5            |                      | Pos. 4         |                         |
|           |                       | Hartmann Maserati |                      | Bäumer Austin  |                         |
| 3e ligne  | Pos. 8                |                   | Pos. 7               |                | Pos. 6                  |
|           | Wakefield Maserati    |                   | Hanson Bugatti       |                | De Graffenried Maserati |
| 4e ligne  |                       | Pos. 10           |                      | Pos. 9         |                         |
|           |                       | Gollin Maserati   |                      | Hertzberger MG |                         |
| 5e ligne  | Pos. 13               |                   | Pos. 12              |                | Pos. 11                 |
|           | Troeltsch Bugatti     |                   | Castelbarco Maserati |                | Rose-Itier Bugatti      |

### Classement de la course
| Pos. | no | Pilote                   | Écurie                       | Châssis          | Tours | Temps/Abandon        | Grille |
| ---- | -- | ------------------------ | ---------------------------- | ---------------- | ----- | -------------------- | ------ |
| 1    | 38 | Emilio Villoresi         | Privé                        | Maserati 6CM     | 14    | 42 min 55 s 0 (km/h) | 3      |
| 2    | 32 | Raymond Mays             | ERA Ltd                      | ERA B-Type       | 14    | + 1 s 4              | 2      |
| 3    | 24 | Charlie Martin           | Privé                        | ERA A-Type       | 14    | + 28 s 0             | 1      |
| 4    | 68 | László Hartmann          | Privé                        | Maserati 4CM     | 14    | + 3 min 15 s 4       | 5      |
| 5    | 22 | Robert Hanson            | Mrs M. E. Hall-Smith         | Bugatti Type 37A | 13    | + 1 tour             | 7      |
| 6    | 6  | Fritz Gollin             | Süddeutsche Renngemainschaft | Maserati 6CM     | 13    | + 1 tour             | 10     |
| 7    | 54 | Eddie Hertzberger        | Privé                        | MG K3 Magnette   | 13    | + 1 tour             | 9      |
| 8    | 10 | Ernst Dietrich Troeltsch | Süddeutsche Renngemainschaft | Bugatti Type 51A | 12    | + 2 laps             | 13     |
| 9    | 16 | Anne-Cécile Rose-Itier   | Privée                       | Bugatti Type 51A | 12    | + 2 tours            | 11     |
| 10   | 48 | Luigi Castelbarco        | Privé                        | Maserati 4CM     |       |                      | 14     |
| Abd. | 28 | John Wakefield           | Privé                        | Maserati 6CM     | 11    | Fuite d'essence      | 8      |
| Abd. | 2  | Walter Bäumer            | Privé                        | Austin Seven     | 6     |                      | 4      |
| Abd. | 62 | Emmanuel de Graffenried  | John du Puy                  | Maserati 4CM     | 45    | Moteur               | 6      |

- Légende : Abd.=Abandon - Np.=Non partant.

### Deuxième manche

#### Grille de départ
| 1re ligne | Pos. 3             |                       | Pos. 2           |               | Pos. 1          |
|           | *                  |                       | Dobson ERA       |               | Bira ERA        |
| 2e ligne  |                    | Pos. 5                |                  | Pos. 4        |                 |
|           |                    | Cortese Maserati      |                  | Berg Maserati |                 |
| 3e ligne  | Pos. 8             |                       | Pos. 7           |               | Pos. 6          |
|           | Minetti Maserati   |                       | Marazza Maserati |               | Uboldi Maserati |
| 4e ligne  |                    | Pos. 10               |                  | Pos. 9        |                 |
|           |                    | Fleischanderl Amilcar |                  | *             |                 |
| 5e ligne  | Pos. 13            |                       | Pos. 12          |               | Pos. 11         |
|           | Villeneuve Bugatti |                       | Du Puy Maserati  |               | Platé Talbot    |

- Les 3e et 9e places sont respectivement laissées vacantes par Carlo Felice Trossi (ERA) et Reginald Tongue (ERA).

### Classement de la course
| Pos. | no | Pilote                 | Écurie                       | Châssis          | Tours | Temps/Abandon  | Grille |
| ---- | -- | ---------------------- | ---------------------------- | ---------------- | ----- | -------------- | ------ |
| 1    | 30 | Arthur Dobson          | ERA Ltd                      | ERA C-Type       | 14    | 43 min 3 s 4   | 2      |
| 2    | 44 | Franco Cortese         | Scuderia Ambrosiana          | Maserati 6CM     | 14    | + 16 s 1       | 5      |
| 3    | 66 | Prince Bira            | Privé                        | ERA B-Type       | 14    | + 18 s 7       | 1      |
| 4    | 4  | Herbert Berg           | Süddeutsche Renngemainschaft | Maserati 6CM     | 14    | + 2 min 0 s 7  | 4      |
| 5    | 34 | Aldo Marazza           | Privé                        | Maserati 4CS     | 14    | + 2 min 10 s 5 | 7      |
| 6    | 70 | Eugenio Minetti        | Privé                        | Maserati 4CM     | 14    | + 2 min 21 s 4 | 8      |
| 7    | 42 | Luciano Uboldi         | Gruppo Volta                 | Maserati 4CM     | 13    | + 1 tour       | 6      |
| 8    | 36 | Luigi Platé            | Luigi Castelbarco            | Talbot           | 12    | + 2 tours      | 11     |
| 9    | 64 | John du Puy            | Privé                        | Maserati 6CM     | 11    | + 3 tours      | 12     |
| 10   | 56 | Heinrich Fleischanderl | Privé                        | Amilcar          | 11    | + 3 tours      | 10     |
| Abd. | 18 | Louis Villeneuve       | Privé                        | Bugatti Type 51A |       |                | 13     |
| Np.  | 26 | Reginald Tongue        | Privé                        | ERA              |       | Non partant    | 9      |
| Np.  | 72 | Carlo Felice Trossi    | ERA Ltd                      | ERA              |       | Non partant    | 3      |

- Légende : Abd.=Abandon - Np.=Non partant.

### Grille de départ
| 1re ligne | Pos. 3                |                  | Pos. 2          |                   | Pos. 1           |
|           | E. Villoresi Maserati |                  | Mays ERA        |                   | Dobson ERA       |
| 2e ligne  |                       | Pos. 5           |                 | Pos. 4            |                  |
|           |                       | Cortese Maserati |                 | Bira ERA          |                  |
| 3e ligne  | Pos. 8                |                  | Pos. 7          |                   | Pos. 6           |
|           | Martin ERA            |                  | Berg Maserati   |                   | Marazza Maserati |
| 4e ligne  |                       | Pos. 10          |                 | Pos. 9            |                  |
|           |                       | Minetti Maserati |                 | Hartmann Maserati |                  |
| 5e ligne  | Pos. 13               |                  | Pos. 12         |                   | Pos. 11          |
|           | Hanson Bugatti        |                  | Gollin Maserati |                   | Hertzberger MG   |

### Manche finale
| Pos. | no | Pilote                          | Écurie                       | Châssis          | Tours | Temps/Abandon   | Grille |
| ---- | -- | ------------------------------- | ---------------------------- | ---------------- | ----- | --------------- | ------ |
| 1    | 30 | Arthur Dobson                   | ERA Ltd                      | ERA C-Type       | 21    | 1 h 9 min 5 s 6 | 1      |
| 2    | 32 | Raymond Mays                    | ERA Ltd                      | ERA B-Type       | 21    | + 0 s 2         | 2      |
| 3    | 66 | Prince Bira                     | Privé                        | ERA B-Type       | 21    | + 46 s 9        | 4      |
| 4    | 44 | Franco Cortese                  | Scuderia Ambrosiana          | Maserati 6CM     | 21    | + 1 min 16 s 7  | 5      |
| 5    | 24 | Charlie Martin                  | Privé                        | ERA A-Type       | 21    | + 1 min 17 s 8  | 8      |
| 6    | 34 | Aldo Marazza                    | Privé                        | Maserati 4CS     | 21    | + 2 min 9 s 2   | 6      |
| 7    | 68 | László Hartmann                 | Privé                        | Maserati 4CM     | 21    | + 2 min 19 s 6  | 9      |
| 8    | 70 | Eugenio Minetti                 | Privé                        | Maserati 4CM     | 21    | + 1 tour        | 10     |
| 9    | 38 | Emilio Villoresi                | Privé                        | Maserati 6CM     | 20    | + 1 tour        | 3      |
| 10   | 22 | Robert Hanson                   | Mrs M. E. Hall-Smith         | Bugatti Type 37A | 20    | + 1 tour        | 13     |
| 11   | 54 | Eddie Hertzberger               | Privé                        | MG K3 Magnette   | 19    | + 2 tours       | 11     |
| 12   | 6  | Fritz Gollin                    | Süddeutsche Renngemainschaft | Maserati 6CM     | 19    | + 2 tours       | 12     |
| Abd. | 4  | Herbert Berg                    | Süddeutsche Renngemainschaft | Maserati 6CM     | 11    | Accident        | 7      |
| Nq.  | 2  | Walter Bäumer                   | Privé                        | Austin Seven     |       | Non qualifié    |        |
| Nq.  | 10 | Ernst Dietrich Troeltsch        | Süddeutsche Renngemainschaft | Bugatti Type 51A |       | Non qualifié    |        |
| Nq.  | 16 | Anne-Cécile Rose-Itier          | Privée                       | Bugatti Type 51A |       | Non qualifié    |        |
| Nq.  | 18 | Louis Villeneuve                | Privé                        | Bugatti Type 51A |       | Non qualifié    |        |
| Nq.  | 28 | John Wakefield                  | Privé                        | Maserati 6CM     |       | Non qualifié    |        |
| Nq.  | 36 | Luigi Platé                     | Luigi Castelbarco            | Talbot           |       | Non qualifié    |        |
| Nq.  | 42 | Luciano Uboldi                  | Gruppo Volta                 | Maserati 4CM     |       | Non qualifié    |        |
| Nq.  | 48 | Luigi Castelbarco               | Privé                        | Maserati 4CM     |       | Non qualifié    |        |
| Nq.  | 56 | Heinrich Fleischanderl          | Privé                        | Amilcar          |       | Non qualifié    |        |
| Nq.  | 62 | Emmanuel de Graffenried         | John du Puy                  | Maserati 4CM     |       | Non qualifié    |        |
| Nq.  | 64 | John du Puy                     | Privé                        | Maserati 6CM     |       | Non qualifié    |        |
| Np.  | 8  | Hans Kessler                    | Süddeutsche Renngemainschaft | Maserati         |       | Non partant     |        |
| Np.  | 12 | Roger Chambard                  | Privé                        | Bugatti          |       | Non partant     |        |
| Np.  | 14 | Yves Giraud-Cabantous           | Privé                        | Caban            |       | Non partant     |        |
| Np.  | 20 | Thomas Pitt Cholmondeley-Tapper | Privé                        | Maserati         |       | Non partant     |        |
| Np.  | 26 | Reginald Tongue                 | Privé                        | ERA              |       | Non partant     |        |
| Np.  | 40 | Sergio Carnevalli               | Gruppo Volta                 | « MB »           |       | Non partant     |        |
| Np.  | 46 | Luigi Villoresi                 | Scuderia Ambrosiana          | Maserati         |       | Non partant     |        |
| Np.  | 50 | Edoardo Teagno                  | Privé                        | Maserati         |       | Non partant     |        |
| Np.  | 52 | Harry Herkuleyns                | Privé                        | MG               |       | Non partant     |        |
| Np.  | 58 | Walter von Wüstrow              | Privé                        | Bugatti          |       | Non partant     |        |
| Np.  | 60 | Henry Leuzinger                 | Privé                        | Maserati         |       | Non partant     |        |
| Np.  | 72 | Carlo Felice Trossi             | ERA Ltd                      | ERA              |       | Non partant     |        |

- Légende : Abd.=Abandon - Np.=Non partant.

## Pole position et record du tour
- Grand Prix de Suisse
  - Pole position :  Rudolf Caracciola (Mercedes-Benz) en 2 min 32 s 0.
  - Meilleur tour en course :  Bernd Rosemeyer (Auto Union) en 2 min 36 s 1.
- Prix de Berne
  - Première manche
    - Pole position :  Charlie Martin (ERA).
    - Meilleur tour en course :  Emilio Villoresi (Maserati) en 2 min 58 s 9.

  - Deuxième manche
    - Pole position :  Prince Bira (ERA).
    - Meilleur tour en course :  Arthur Dobson (ERA) en 2 min 58 s 3.

  - Manche finale
    - Pole position :  Arthur Dobson (ERA).
    - Meilleur tour en course :  Arthur Dobson (ERA) en 3 min 1 s.